# Wagneau Eloi
Wagneau Eloi   (Port-au-Prince, 11 de setembre de 1973) fou un futbolista haitià de la dècada de 1990.
Pel que fa a clubs, destacà a Racing Club de Lens, AS Nancy Lorraine i AS Monaco FC.
La temporada 2008–2009 fou entrenador de la selecció d'Haití.